# A.M. Frenken
A.M. Frenken (Woensel, 19 november 1879 – Zeelst, 29 mei 1968) werd tot priester gewijd op 28 mei 1904, werd in 1905 kapelaan te Ewijk, in 1907 te Helmond en was van 1926 tot 1952 pastoor te Gerwen.
Vanaf de oprichting in 1917 was hij medewerker van het heemkundetijdschrift Bossche Bijdragen, waarvan hij in 1925 mederedacteur werd. Als pastoor van Helmond en ook na deze periode werkte hij aan een boek over de geschiedenis van Helmond: 'Helmond in het verleden'. Ook publiceerde hij bijdragen over de geschiedenis van de priorij van Hooidonk (zie: Nederwetten) en het klooster van Soeterbeek (zie: Nuenen). Zijn standaardwerk Memoriaal der dorpen en parochies Gerwen, Nuenen en Nederwetten verscheen in 1948.
Aan zijn werk wordt ook in internationale wetenschappelijke tijdschriften gerefereerd, het laatst in 1995.
Ook als pastoor was hij actief en als zodanig geliefd bij de Gerwenaren. Hij droeg de titel monseigneur die refereert aan het feit dat hij geheim kamerheer van de paus (Camerieri Segreti) was.
- Gemeinsame Normdatei: 1078088667
- International Standard Name Identifier: 0000 0001 1818 1960
- Library of Congress Control Number: no2011036124
- Nederlandse Thesaurus van Auteursnamen: 067482996
- Virtual International Authority File: 169180809
- WorldCat: E39PBJcwGWvMG9T4VVyk3jRMyd